# Xylergates picturatus
Xylergates picturatus är en skalbaggsart som beskrevs av Lane 1957. Xylergates picturatus ingår i släktet Xylergates och familjen långhorningar. Inga underarter finns listade i Catalogue of Life.